# Accord de libre-échange entre le Vietnam et l'Union européenne
L'accord de libre-échange entre le Viêt Nam et l'Union européenne est un accord de libre-échange entre le Viêt Nam et l'Union européenne signé en juin 2019 et entré en vigueur le 1er août 2020.

## Histoire
À partir de 2007, l'Union européenne commence à négocier un accord de libre-échange avec l'ASEAN, mais ces négociations s'avèrent rapidement un échec dès 2009.
Les négociations de l'accord avec le Vietnam ont eu lieu entre 2012 et décembre 2015. L'accord est signé en juin 2019 à Hanoï.
Afin d’éviter les difficultés rencontrées dans le processus de ratification du Ceta, la Commission a décidé de scinder le texte initial en deux : la partie commerciale ne nécessitera pas de validation par les Parlements des États membres, contrairement à la partie sur les investissements. Au Parlement européen, les Verts et la Gauche unitaire européenne (GUE-NGL) se prononcent contre cet accord. Les conservateurs (Parti populaire européen) et les libéraux (Renew Europe) y sont favorables. Près de 70 associations et ONG européennes ont appelé dans une tribune à rejeter le texte, estimant qu'il conduira à une aggravation de la crise environnementale et en raison des « privilèges démesurés accordés aux investisseurs ».
Le 12 février 2020 le Parlement européen donne son feu vert en votant en faveur de cet accord,, puis le Conseil le vote à son tour le 30 mars 2020. Le 9 juin 2020, c'est au tour du Vietnam de ratifier l'accord de libre-échange avant d'entrer en vigueur en août 2020.

## Contenu
L'accord prévoit la quasi-suppression des droits de douane entre les deux pays, ainsi que l'adoption des normes européennes dans l'automobile et le secteur pharmaceutique par le Vietnam. Il prévoit l'accès aux marchés publics pour les entreprises des deux parties.
L'accord prévoit donc la suppression des droits de douane qui s'élèvent pour le Vietnam à environ 5 % et pour l'Union européenne à environ 2,3 % en moyenne. Ces suppressions de droits de douane sont pour une partie à effet immédiat et pour une autre sur une durée échelonnée de 3 à 10 ans. Au niveau des services, l'accord ouvre plusieurs marchés publics aux entreprises européennes, il permet également l'implantation de banques et de compagnies d'assurances. L'accord reconnait 169 indications géographiques protégées européennes et 39 indications géographiques protégées vietnamiennes.

## Prévisions
La Commission européenne prévoit une hausse de 29,5 milliards de dollars du PIB de l'UE et de 29% des exportations vers le Vietnam (horizon 2035).
Le Ministère vietnamien du Plan et de l’Investissement prévoit une progression du PIB vietnamien de 4,6% et  une hausse de 42,7% des exportations vers l'UE (horizon 2025).